# アルマンティエール
アルマンティエール （Armentières）は、フランス、オー＝ド＝フランス地域圏、ノール県のコミューン。

## 地理
リス川が流れる。リールの北西14kmほどの地点にあり、ベルギーと国境を接する。コミューンは、かつてあったユリの群生する広大な沼地の中につくられた。

## 歴史

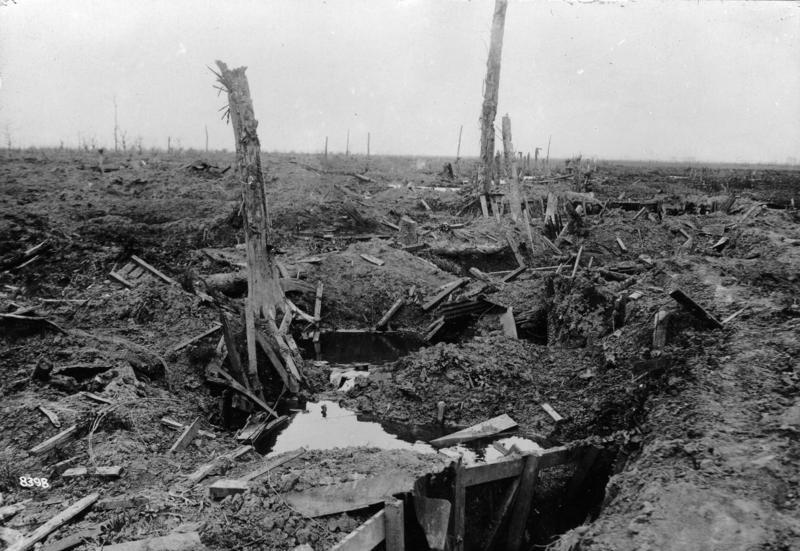
第一次世界大戦、アルマンティエールの戦い後の戦場

1668年、ルイ14世は低地地方への遠征の結果、ヨーロッパの心臓部に位置するアルマンティエールを、エクス・ラ・シャペル条約によって獲得し、かつての州、フランドル・フランセーズの一部とした。これにより、ブルゴーニュ公国、そしてスペイン王国の宗主権は失われた。
19世紀に産業革命がやってくると、水の豊富なアルマンティエールはシテ・ド・ラ・トワレ（Cité de la Toile）と呼ばれる有名な紡績と織物の町となった。同時にビール醸造も盛んであった。
1903年には46日間のストライキが行われ、ストライキ参加者が町を包囲した。ストライキの主旨である、1日あたり1.5フランの賃上げ要求は拒否された。織物業労働者たちは『革命万歳！給料または死を！』とスローガンを掲げた。同年9月30日、6000人あまりのストライキ参加者らが街頭へ繰り出し、商店の品物を放り投げ、雇用主の資産を荒らした。
アルマンティエールは、2度の世界大戦とその後遺症に非常に苦しめられた。コミューンは自治体としてレジオン・ドヌール勲章を授かっている。
1960年代に織物業界は不況に見舞われ、現在コミューン経済の業種は多様化した。ビールの醸造所は現在インベブ傘下となっている。

## 人口統計
| 1962年 | 1968年 | 1975年 | 1982年 | 1990年 | 1999年 | 2006年 | 2011年 |
| ------ | ------ | ------ | ------ | ------ | ------ | ------ | ------ |
| 25248  | 26916  | 26346  | 24834  | 25219  | 25273  | 24836  | 25704  |

参照元:1999年までEHESS、2004年以降INSEE

## 姉妹都市
- ステイリーブリッジ、イギリス
- オシュテローデ・アム・ハルツ、ドイツ
- リトムニェジツェ、チェコ共和国

## 出身者
- マルタン・テリエ - サッカー選手